# Larsia curticalcar
Larsia curticalcar är en tvåvingeart som först beskrevs av Jean-Jacques Kieffer 1918.  Larsia curticalcar ingår i släktet Larsia och familjen fjädermyggor. Inga underarter finns listade i Catalogue of Life.